# Fort Duvernette

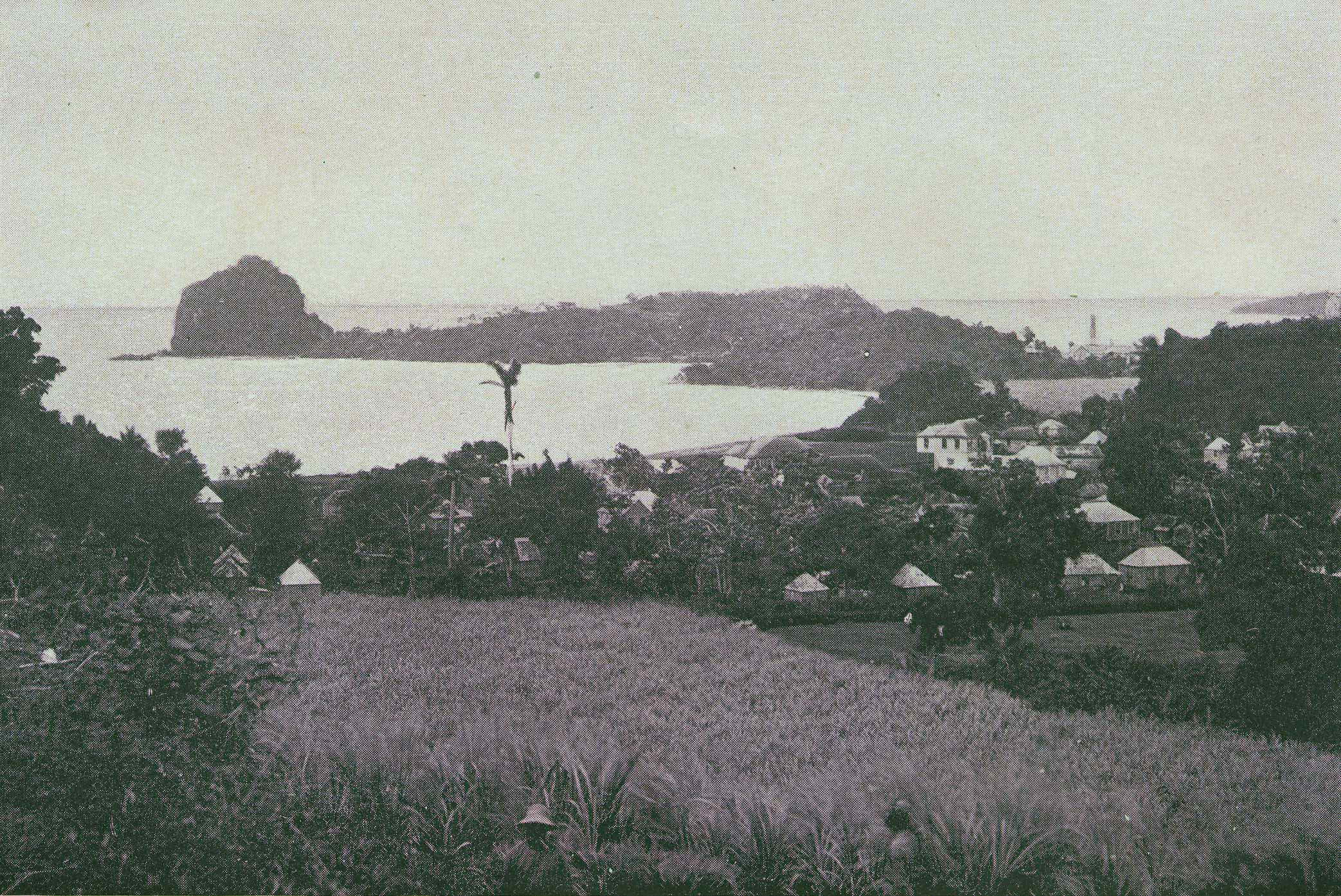
Links Fort Duvernette, rechts Young Island, Sicht von Calliaqua, St. Vincent

Fort Duvernette (auch Fort Rock) ist eine Verteidigungsanlage auf der Duvernette Islet im Staat St. Vincent und die Grenadinen. In ihr gibt es zwei Batterien mit Kanonen, die während der Kolonialzeit der Insel gebaut wurden.

## Lage
Fort Duvernette liegt auf dem Felsen Duvernette Islet. Dieser Felsen entstand durch vulkanische Aktivitäten in der Region und besteht aus Basalt. Duvernette Islet liegt südlich des Festlands von St. Vincent nahe dem Luxus-Resort auf der Insel Young Island.

## Tourismus
Fort Duvernette ist eine der bekanntesten Sehenswürdigkeiten des kleinen Inselstaates in der Karibik. Die Insel kann ausschließlich mit Booten erreicht werden. Diese starten vom nahe gelegenen Villa Beach. Nach Ankunft auf dem Felsen führt eine in den Fels gemeißelte Wendeltreppe mit 255 Stufen zur Spitze. Neben dem Fort an sich wird der Ort von vielen Touristen auf Grund des Panoramablicks über das Meer und das Festland im Norden aufgesucht. Der Eintritt beträgt fünf EC-Dollar, wird aber nicht regelmäßig erhoben.
Wegen des schlechten Zustands der Treppe ist der Besuch des Forts Duvernette verboten.

## Bauarbeiten
Im Jahr 1800, zu Zeiten der britischen Kolonialherrschaft, wurde das Fort erbaut, um die damals für den Zuckerexport wichtige Stadt Calliaqua gegen Angriffe zu schützen.
Im Jahr 2010 wurden einige Arbeiten auf Duvernette Islet durchgeführt, in deren Rahmen der Anlegesteg der Insel neu gebaut, eine Aussichtsplattform errichtet, Sicherheitsnetze gespannt, eine Beschilderung installiert und Mülleimer aufgestellt wurden.

## Besitzer
Seit 1971 steht Fort Duvernette unter der Verwaltung des St. Vincent and the Grenadines National Trust. Dieser ist für die Instandhaltung der Einrichtungen zuständig und bietet außerdem geführte Touren für Touristen an.